# Salvatierra de Tormes
Salvatierra de Tormes es un municipio y localidad española de la provincia de Salamanca, en la comunidad autónoma de Castilla y León. Se integra dentro de la comarca de Guijuelo y la subcomarca de Salvatierra. Pertenece al partido judicial de Béjar.
Su término municipal está formado por un solo núcleo de población, ocupa una superficie total de 34,67 km² y según los datos demográficos recogidos en el padrón municipal elaborado por el INE en 2017, cuenta con una población de 77 habitantes.

## Historia

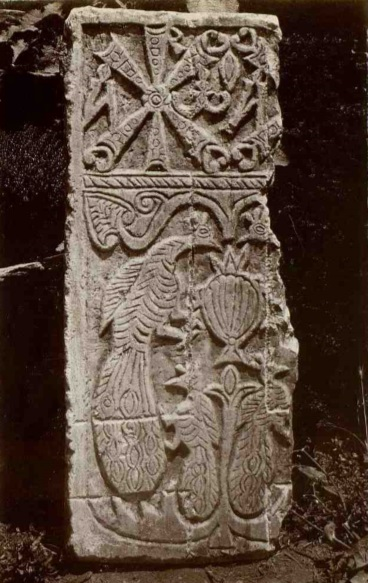
Mármol godo de Salvatierra, fotografiado por Manuel Gómez-Moreno en 1903.

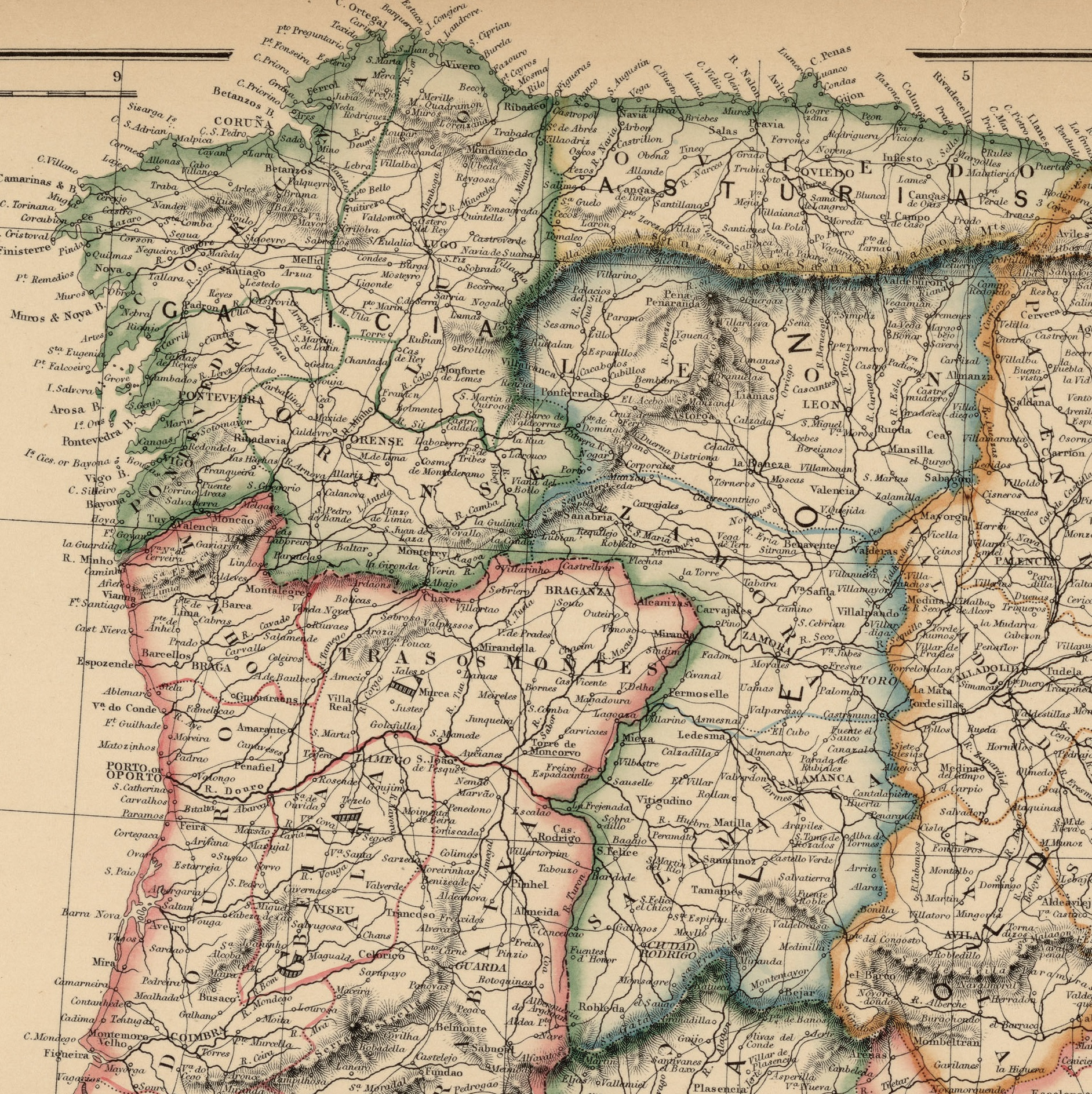
Detalle del noroeste de la península ibérica en un mapa de 1869 en el que se puede apreciar Salvatierra.

### Época romana y visigoda
Salvatierra tiene una rica historia. El hallazgo hace más de un siglo en el término de restos tardorromanos y visigodos decorados en el yacimiento del Cortinal de San Juan, hoy bajo las aguas del embalse de Santa Teresa, sería indicativo de la presencia humana en un antiguo poblamiento en el término de Salvatierra desde la época de transición de dominio romano al visigodo, en lo que se considera "uno de los yacimientos visigodos rurales más relevantes de la Meseta Norte".

### Edad Media
No obstante, la fundación de Salvatierra como localidad se remontaría a la repoblación llevada a cabo por el rey de León Alfonso IX a principios del siglo XIII, cuando este monarca creó en 1203 el concejo de Salvatierra o Alfoz de Salvatierra, dentro del Reino de León, otorgándole a la localidad el título de Villa, favorecida por su situación estratégica en el paso del Tormes y fronteriza frente a los territorios castellanos de Ávila. Así, para defender esta importante villa leonesa se construyó una fortaleza y se amuralló la localidad. 
A finales del siglo XIII la villa de Salvatierra perteneció al infante Don Pedro, que era hijo del rey Alfonso X el Sabio y señor de Ledesma, Alba de Tormes, Miranda del Castañar, Galisteo, y Granadilla, aunque también poseía toda la ribera del Río Coa y las villas de Sabugal, Alfaiates y Castelo Rodrigo, que actualmente forman parte de Portugal. A la muerte del infante Pedro, en octubre de 1283, la mayoría de sus señoríos, incluyendo el de Salvatierra de Tormes, fueron heredados por su único hijo legítimo, Sancho el de la Paz, que falleció en 1312 sin dejar descendencia legítima, por lo que a su muerte todos sus señoríos volvieron a la Corona.

### Edad Contemporánea
Con la creación de las actuales provincias en 1833, Salvatierra quedó integrado en la provincia de Salamanca, dentro de la Región Leonesa, despoblándose casi totalmente en la década de los cincuenta y sesenta del siglo XX al construirse el embalse de Santa Teresa, que finalmente no llegó a anegar la localidad como se había previsto.
Por otro lado, en 1879 nació en Salvatierra el médico Filiberto Villalobos, que llegó a ser diputado en las Cortes Generales, así como ministro de Instrucción Pública y Bellas Artes durante la Segunda República Española.

## Geografía humana

### Demografía
Cuenta con una población de 72 habitantes (INE 2024).
| Gráfica de evolución demográfica de Salvatierra de Tormes entre 1842 y 2021                                           |
| |
| Población de derecho según los censos de población del INE. Población de hecho según los censos de población del INE. |

Según el Instituto Nacional de Estadística, Salvatierra de Tormes tenía, a 31 de diciembre de 2018, una población total de 75 habitantes, de los cuales 36 eran hombres y 39 mujeres. Respecto al año 2000, el censo refleja 62 habitantes, de los cuales 29 eran hombres y 33 mujeres. Por lo tanto, el aumento de población en el municipio para el periodo 2000-2018 ha sido de 14 habitantes, un 18% de subida. Se trata de uno de los pocos municipios de la provincia de Salamanca en los que la población crece en este periodo.

### Transporte
El municipio está bien comunicado por carretera, siendo posible acceder a él a través de la DSA-170 que lo une con Aldeavieja de Tormes y desemboca en la salida de la autovía Ruta de la Plata que une Gijón con Sevilla. También es posible el acceso a través de una carretera local asfaltada hacia Montejo, en dirección noroeste, donde existe otra salida de la autovía.
En cuanto al transporte público se refiere, tras el cierre de la ruta ferroviaria de la Vía de la Plata, que pasaba por el municipio de Guijuelo y contaba con estación en el mismo, no existen servicios de tren en el municipio ni en los vecinos, ni tampoco línea regular con servicio de autobús, siendo la estación más cercana la de Guijuelo. Por otro lado el aeropuerto de Salamanca es el más cercano, estando a unos 50 km de distancia.

## Monumentos
La población cuenta con parte de su recinto amurallado medieval, con un castillo conocido como Castillo de la Mora Encantada, la iglesia parroquial y los restos de la antigua sinagoga.

## Administración y política
| Partido político                         | 2019  | 2019  | 2019       | 2015  | 2015  | 2015       | 2011  | 2011  | 2011       | 2007  | 2007  | 2007       | 2003  | 2003  | 2003       |
| Partido político                         | %     | Votos | Concejales | %     | Votos | Concejales | %     | Votos | Concejales | %     | Votos | Concejales | %     | Votos | Concejales |
| Partido Popular (PP)                     | 61,76 | 42    | 2          | 72,41 | 42    | 2          | 82,93 | 34    | 3          | 86,36 | 38    | 1          | 82,00 | 41    | 1          |
| Partido Socialista Obrero Español (PSOE) | 38,24 | 26    | 1          | 27,59 | 16    | 1          | 9,76  | 4     | 0          | 16,00 | 8     | 0          | 16,00 | 8     | 0          |
| Coalición SI por Salamanca (SI)          | —     | —     | —          | —     | —     | —          | 2,44  | 1     | 0          | —     | —     | —          | —     | —     | —          |